# Lars Pålsson Syll
Lars Jörgen Pålsson Syll (nacido el 5 de noviembre de 1957) es un economista sueco profesor de Estudios Sociales y profesor asociado de Historia Económica en el Malmö University College.
Pålsson Syll ha sido un destacado colaborador en el debate económico en Suecia durante la crisis financiera global que comenzó en 2008.

## Biografía
Lars Jörgen Pålsson Syll recibió un doctorado en historia económica en 1991 y un doctorado en economía en 1997, ambos en la Universidad de Lund. En 1995 fue nombrado profesor asociado en historia económica en el Malmö University College. En 2004 fue nombrado profesor de estudios sociales en el Malmö University College. Investiga y enseña historia de la teoría y la metodología económica. Otras áreas de investigación incluyen las teorías de la justicia distributiva y las ciencias sociales. También estudió con Hyman Minsky como estudiante de investigación en los Estados Unidos a principios de la década de 1980. Lars Pålsson Syll ha escrito varios libros y muchos artículos en revistas científicas.

## Puntos de vista

### Generales
Pålsson Syll cree en un enfoque poskeynesiano e institucional para el estudio de la economía. Esta teoría, notablemente avanzada por Douglass North y Robert Fogel, enfatiza la importancia de las instituciones eficientes para lograr el crecimiento económico. Ha descrito tanto a Joseph Schumpeter como a John Kenneth Galbraith como "cuasi-institucionalistas", en el sentido de que eran "economistas heterodoxos", influenciados por otras escuelas de pensamiento. Es un realista crítico y un abierto opositor de todo tipo de constructivismo social y relativismo postmoderno. Ha sido fuertemente influenciado por John Maynard Keynes. En 2011, fue un firme defensor de la candidatura de Paul Romer para recibir el Premio Nobel de Economía por su trabajo sobre cómo las personas realmente se comportan en el mercado.
Pålsson Syll es un crítico del neoliberalismo y del fundamentalismo de mercado, al que atacó en su libro de 2001 "La ciencia sombría: la economía y la crisis del neoliberalismo". En él atribuye los problemas de hoy a mediados de la década de 1970, cuando los economistas comenzaron a dominar el discurso del bienestar público, utilizando argumentos microeconómicos neoclásicos de que el sector público debería funcionar de la misma manera que el sector privado. Estos economistas negaban que existiera una diferencia real entre los servicios sociales y de fabricación, y consideraban que los destinatarios de estos servicios deberían tratarse como clientes informados. Consideraban que las instituciones de asistencia social financiadas con impuestos desincentivaban el emprendimiento que promovía el crecimiento. Sin embargo, Pålsson Syll ha argumentado que una mayor igualdad de ingresos puede, de hecho, fomentar el crecimiento, ya que una red de seguridad más sólida permite a las personas asumir mayores riesgos. También cree que la riqueza excesiva de unas pocas personas puede causar tensión en la democracia.
Las teorías de Pålsson Syll han sido criticadas por economistas de derechas como Henrik Jordahl, Andreas Bergh y el autor Johan Norberg.

### Crisis financiera global
Al hablar de la crisis financiera mundial de 2008-2012, Pålsson Syll dijo que el capitalismo tiene una tendencia inherente a crear periódicamente burbujas especulativas en diferentes mercados de activos. Culpa a la desregulación masiva de los mercados financieros en la década de 1980 tanto de la crisis de la década de 1990 como de la crisis más reciente que comenzó en 2008, y ha pedido un retorno a una regulación más estricta y una mayor transparencia.
Ve las bajas tasas de interés como un riesgo para la economía. Lastiman a los dependientes de los ingresos de inversión. Más importante aún, el banco central pierde su principal herramienta de estimulación económica, ya que las tasas no pueden ser negativas. Y existe el riesgo de deflación, que puede provocar una contracción económica a largo plazo. En 2009 propuso la solución radical de una lotería cada año a través de la cual el banco central recuperaría todos los billetes bancarios con un dígito final dado en su número de serie. En efecto, esto sería una tasa de interés negativa del 10%, reduciendo el valor del dinero y alentando el consumo, lo que impulsaría la economía. Aunque no está a favor del proteccionismo, ha dicho que si los Estados Unidos y otros países de la Unión Europea comienzan a introducir medidas proteccionistas, Suecia puede verse obligada a hacerlo también, en una variante del dilema del prisionero.